# Vehículo de reentrada múltiple
Un vehículo de reentrada múltiple (del inglés Multiple Reentry Vehicle, MRV) instalado en un misil balístico despliega múltiples cabezas de guerra siguiendo un patrón predefinido contra un solo blanco. Esto en oposición a un MIRV, él que despliega múltiples cabezas de guerra contra varios blancos. La ventaja de un MRV sobre una cabeza de guerra unitaria es que el daño producido en el centro del patrón es mucho mayor que el daño posible de causar por cualquiera de las cabezas de guerra unitarias que pertenecen al MRV, esto hace que este método sea una eficiente arma de ataque de área. También, la cantidad de cabezas de guerra hacen que su interceptación por parte de un sistema de misiles antibalístico sea muy difícil.

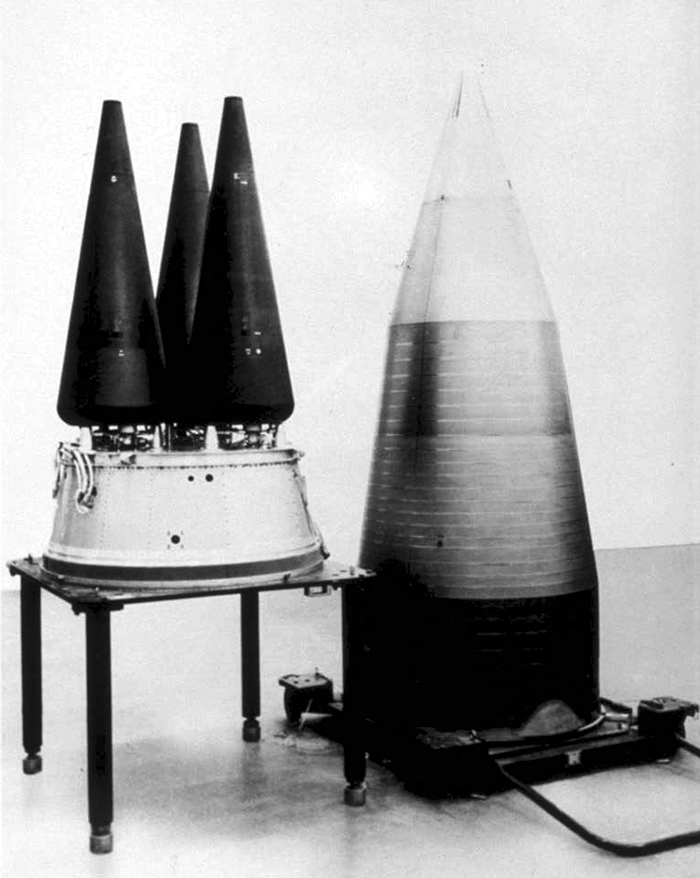
Cabezas de guerra W78 contenidas al interior de vehículo de reentrada MK12-A de un LGM-30G Minuteman III.

El diseño de cabezas de guerra mejoradas han permitido la construcción de cabezas de guerra más pequeñas para una misma potencia, mientras que sistemas electrónicos y de guía mejorados han permitido mayor precisión. Como un resultado la tecnología MIRV ha probado ser más atractiva que la MRV para las naciones más avanzadas tecnológicamente. Debido a la gran cantidad de material nuclear consumido por los diseños MRV y MIRV, los misiles de cabeza de guerra unitaria son más atractivos para naciones con tecnología menos avanzada. Estados Unidos desplegó una carga MRV en el misil Polaris A-3. La Unión Soviética desplegó MRV en el misil SS-9 Mod 4.